# Hivanua nigrescens
Espèce
Synonymes
- Sandalodes nigrescens Berland, 1933

Hivanua nigrescens est une espèce d'araignées aranéomorphes de la famille des Salticidae.

## Distribution
Cette espèce est endémique de Tahuata dans les îles Marquises,.

## Description
La femelle holotype mesure 8 mm.

## Systématique et taxinomie
Cette espèce a été décrite sous le protonyme Sandalodes nigrescens par Berland en 1933. Elle est considérée comme une sous-espèce de Plexippus paykulli par Berland en 1942. Elle est élevée au rang d'espèce dans le genre Hivanua par Maddison en 2024.

## Publication originale
- Berland, 1933 : « Araignées des îles Marquises. » Bernice P. Bishop Museum Bulletin, vol. 114, p. 39-70 (texte intégral).